# GARO
《GARO》（日語：ガロ）杂志是一本日本漫画月刊，于1964年由长井胜一创办。这个杂志专刊另类漫画和前衛漫画，在当时的大学生和较高年龄层次的读者中有广大簇拥，并被称为异才辈出的地方。

## 歷史
长井胜一1964年在漫画家白土三平的帮助下创立了《GARO》，名字来源于白土三平笔下的一个忍者角色。该杂志上首先刊载的漫画是白土三平的《忍者武艺帐》，主题是阶级斗争和反独裁主义，于是在高校学生中很受欢迎。杂志吸引了一些有影响力的剧画作家如柘植義春（つげ義春）等，并发掘了许多新的漫画家。《GARO》的发行量在1971年达到顶峰，发行量超过8万册。但是1970年代到1980年代中其受欢迎程度下滑，在1980年代中期发行量勉强超过2万册，并开始出现其会很快停刊的谣言。长井胜一主管杂志并维持其保持独立直到1991年。在这之后，《GARO》被一家游戏公司买下。这家公司为《GARO》安排了一个服众的年轻主管，并且在杂志上插入了与漫画内容相关的电脑游戏广告，但还是把长井胜一作为名义上的总主管一直到他1996年离世。在《GARO》易手之后，有人认为杂志应该更加商业化，但该杂志的多数作者们还是坚持自己的风格。他们最后转移到了其它的杂志，如《AX》。由此《GARO》停刊。

## 成員
该杂志著名的漫画家有：池上辽一、白土三平、水木茂、柘植義春、赤瀨川原平、石森章太郎、古屋兔丸、松本充代、丸尾末廣、山野一等。